# Provinz Oudomxay
Oudomxay (auch Udomxay, Lao ອຸດົມໄຊ) ist eine Provinz im Nordwesten von Laos. Sie hat 345.000 Einwohner (Stand: 2020). Die Provinzhauptstadt heißt Muang Xay.

## Geographie

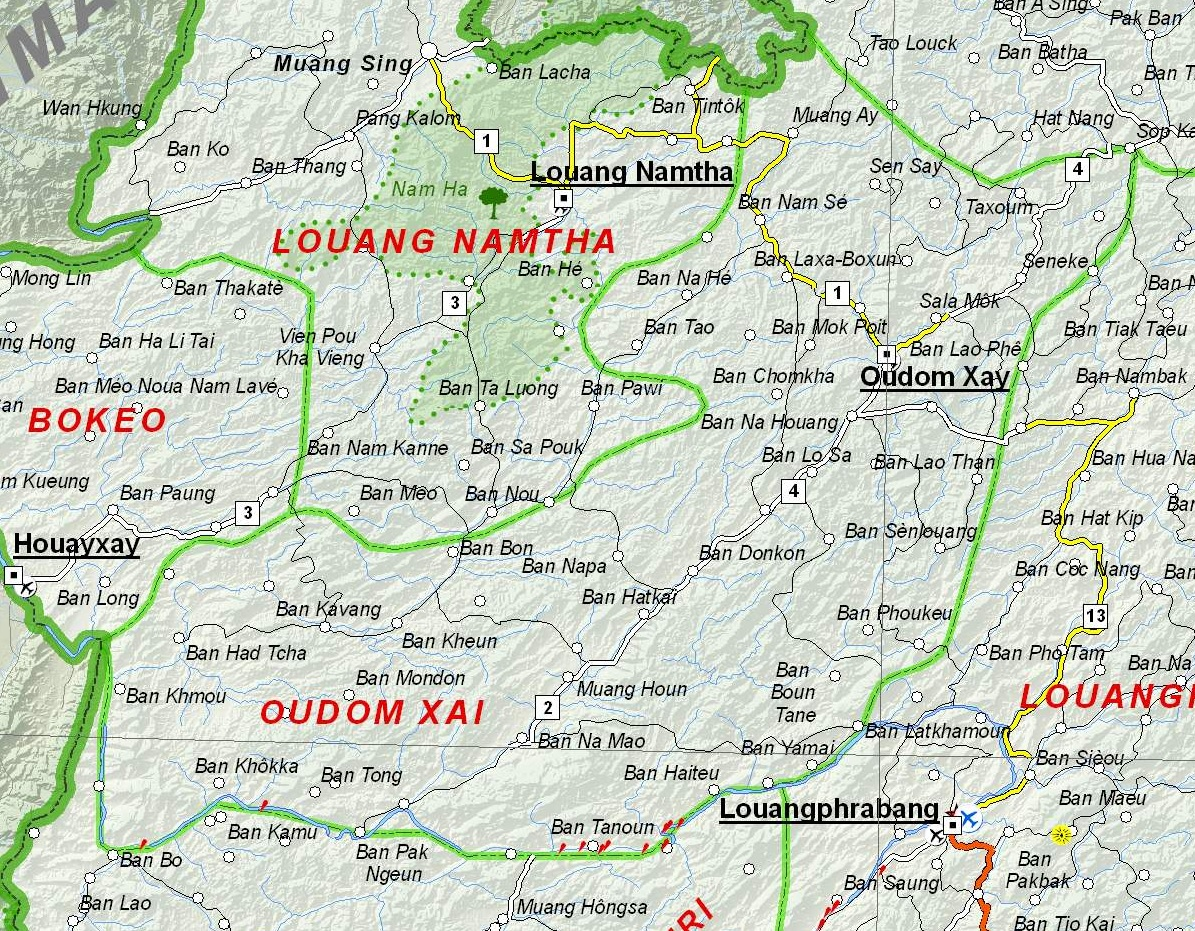
Übersichtskarte der Provinz

Benachbarte Provinzen sind (von Norden im Uhrzeigersinn): Phongsali, Luang Prabang, Sayaburi, Bokeo und Luang Namtha. Im Nordwesten gibt es eine etwa 15 Kilometer lange Grenze zum Autonomen Bezirk Xishuangbanna der Volksrepublik China.
Oudomxay ist mit einer Größe von 15.370 Quadratkilometern die neuntgrößte Provinz in Laos.

### Topographie
Die Topographie Oudomxays ist stark von Bergen und Hügeln geprägt. Höhen variieren zwischen 300 und 1800 Metern über dem Meeresspiegel.

### Gewässer
Etwa 60 Flüsse durchfließen Oudomxay, die größten darunter sind Nam Phak, Nam Sae, Nam Beng, Nam Kor und Nam Nga. Die Provinzhauptstadt Muang Xay wird vom Nam Kor durchflossen.

## Geschichte
Die Provinz wurde 1976 geschaffen, indem sie von der Provinz Luang Prabang abgespalten wurde. Im Jahr 1987 wurde Muang Xay Hauptstadt an Stelle von Ban Nahin.
Im Jahr 1992 wurden die Distrikte Paktha und Pha Oudom der Provinz Bokeo zugeordnet.
Lokale Geschichtsbücher geben die Geschichte der Ethnien der Provinz wie folgt an:
Bereits vor dem Jahr 700 war Oudomxay von Angehoerigen der ethnischen Gruppe der Khmu (auch „Khom“) besiedelt.
Um 1260 siedelten in Oudomxay Lao Ly, die aus der Region Sipsongpanna („Zwölftausend Reisfelder“) im südlichen China stammten. Diese gründeten ein Dorf namens Ban Luang Cheng („großes Dorf“), welches den Grundstein für die heutige Provinzhauptstadt Muang Xay legte. Ban Luang Cheng ist heute ein Stadtteil von Muang Xay, kurz „Ban Cheng“ genannt.
Die Kultur der Ly, die durch den Buddhismus einerseits und durch Traditionen der Khmu andererseits geprägt war, wurde sehr einflussreich in der Provinz. Ly und Khmu lebten in der Provinz auf sich überschneidenden Arealen und bestellten gemeinsame Reisfelder. Zum Schutz gegen Feinde wurden Befestigungsanlagen zwischen den beiden Dörfern Ban Na Sao und Ban Na Lai errichtet.
Thaivölker wie die Thai Dam (auch „Thai Sor“) und Thai Khao („Thai Dong“) kamen aus Muang Theng und Dien Bein Fu in Nordvietnam, um in Oudomxay zu siedeln.
Angehörige der Ethnie der Hmong kamen ab 1828 von China nach Oudomxay; die ersten Siedlungsgebiete sind nicht bekannt.

## Demographie
Die genauen Anteile der etwa 14 verschiedenen in der Provinz lebenden ethnischen Minderheiten an der Bevölkerung Oudomxays wurden bislang nicht bestimmt. Laut Provinzverwaltung sind folgende Schätzwerte anzunehmen:
- Khmu (darunter Khmu Lu, Khmu Khong, Khmu Am, Khmu Bit) 60–80 %
- Lao Loum 25 %
- Hmong (darunter Hmong Khao, Hmong Dam und Hmong lai) 15 %

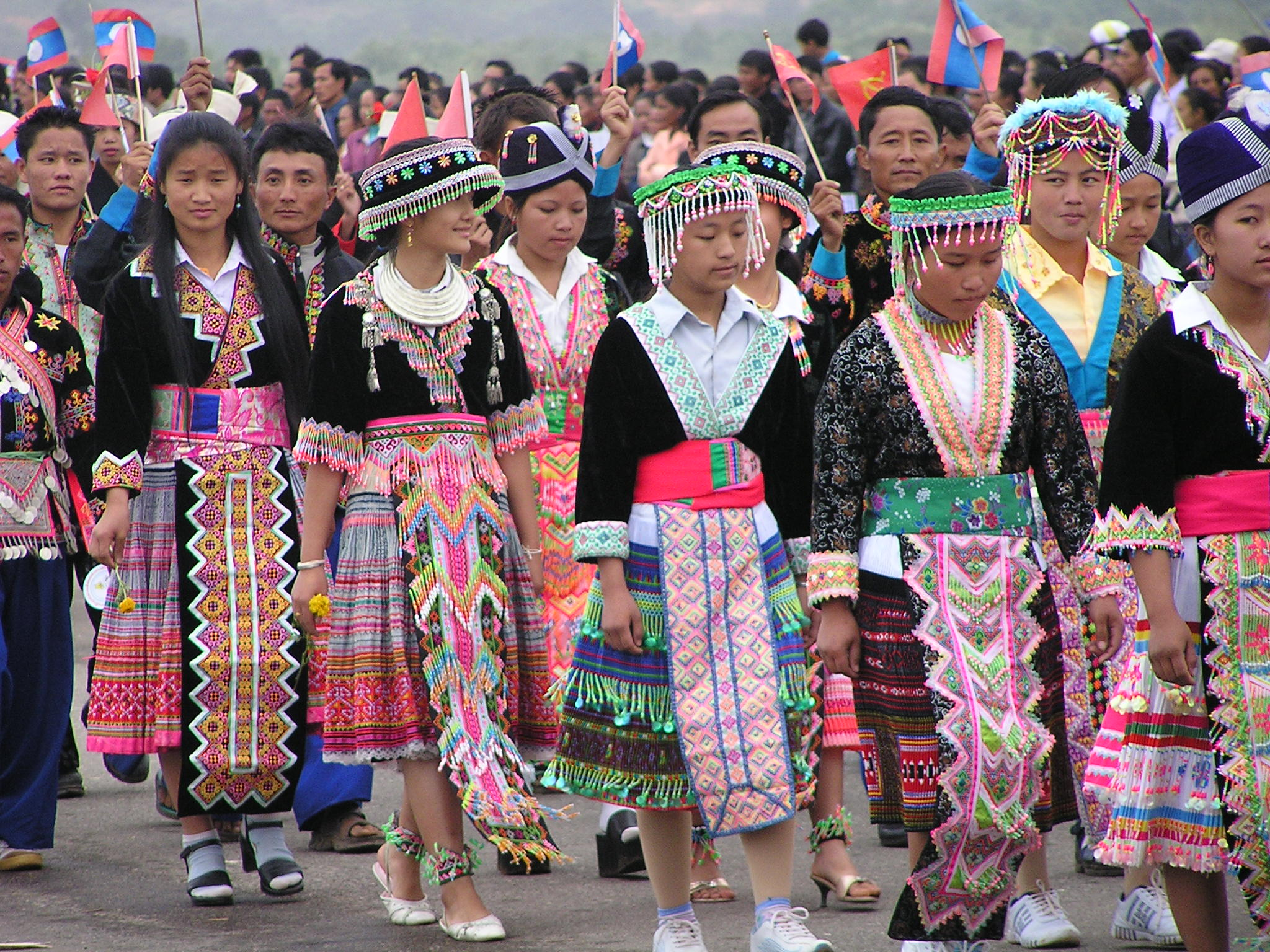
Hmongs in Oudomxay
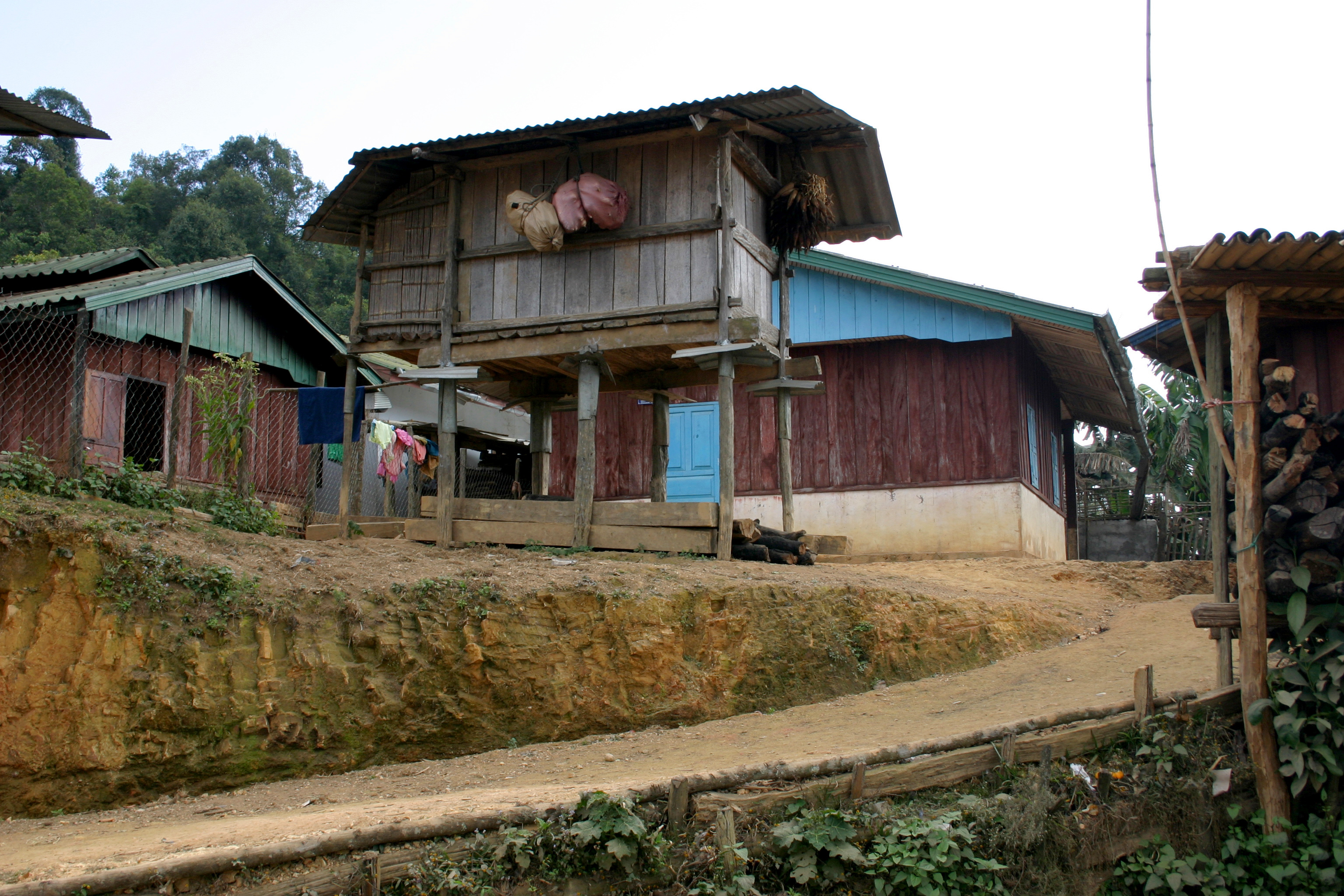
Hmong-Dorf Xong Ya
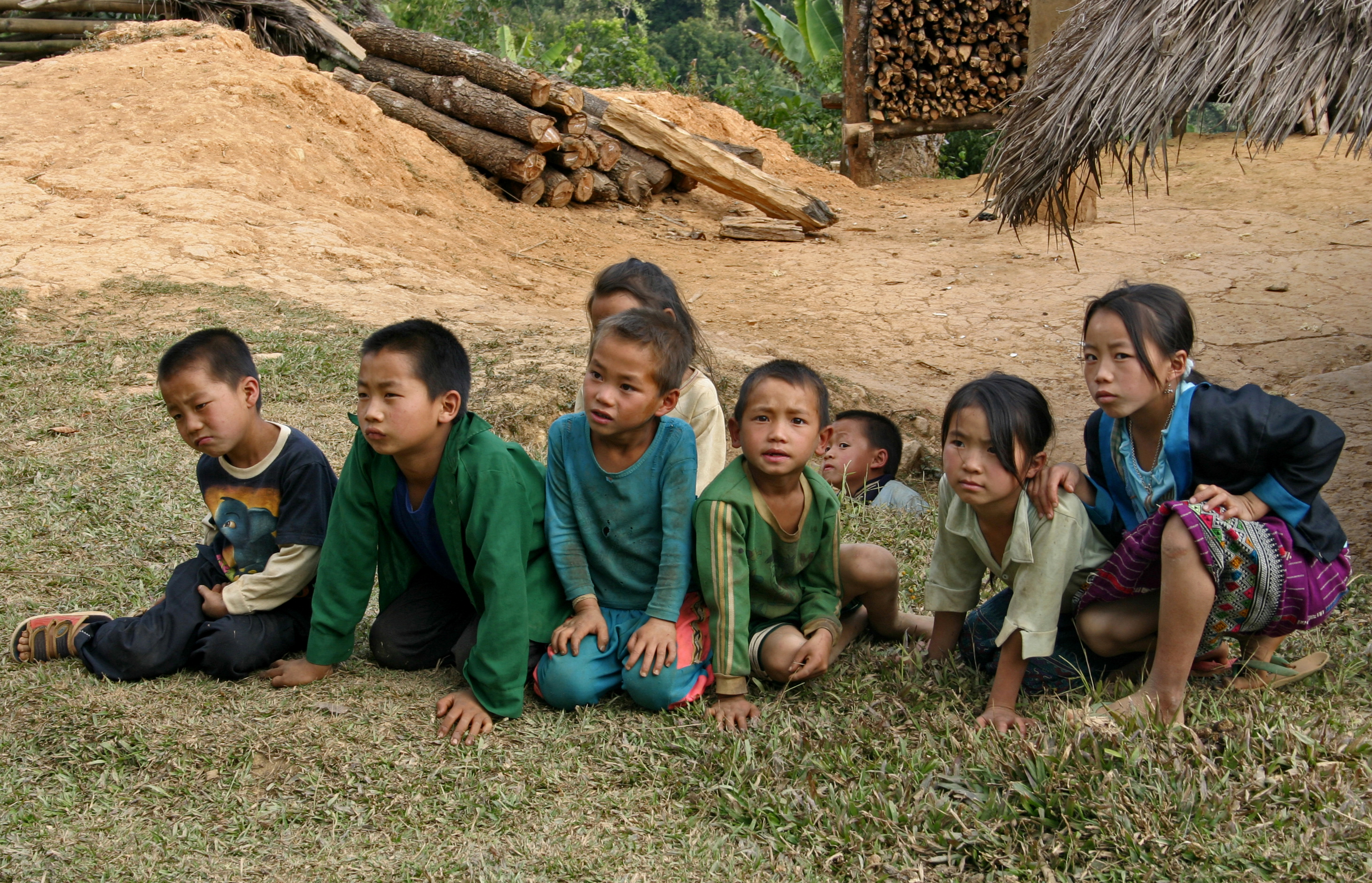
Hmong-Dorf Xong Ya
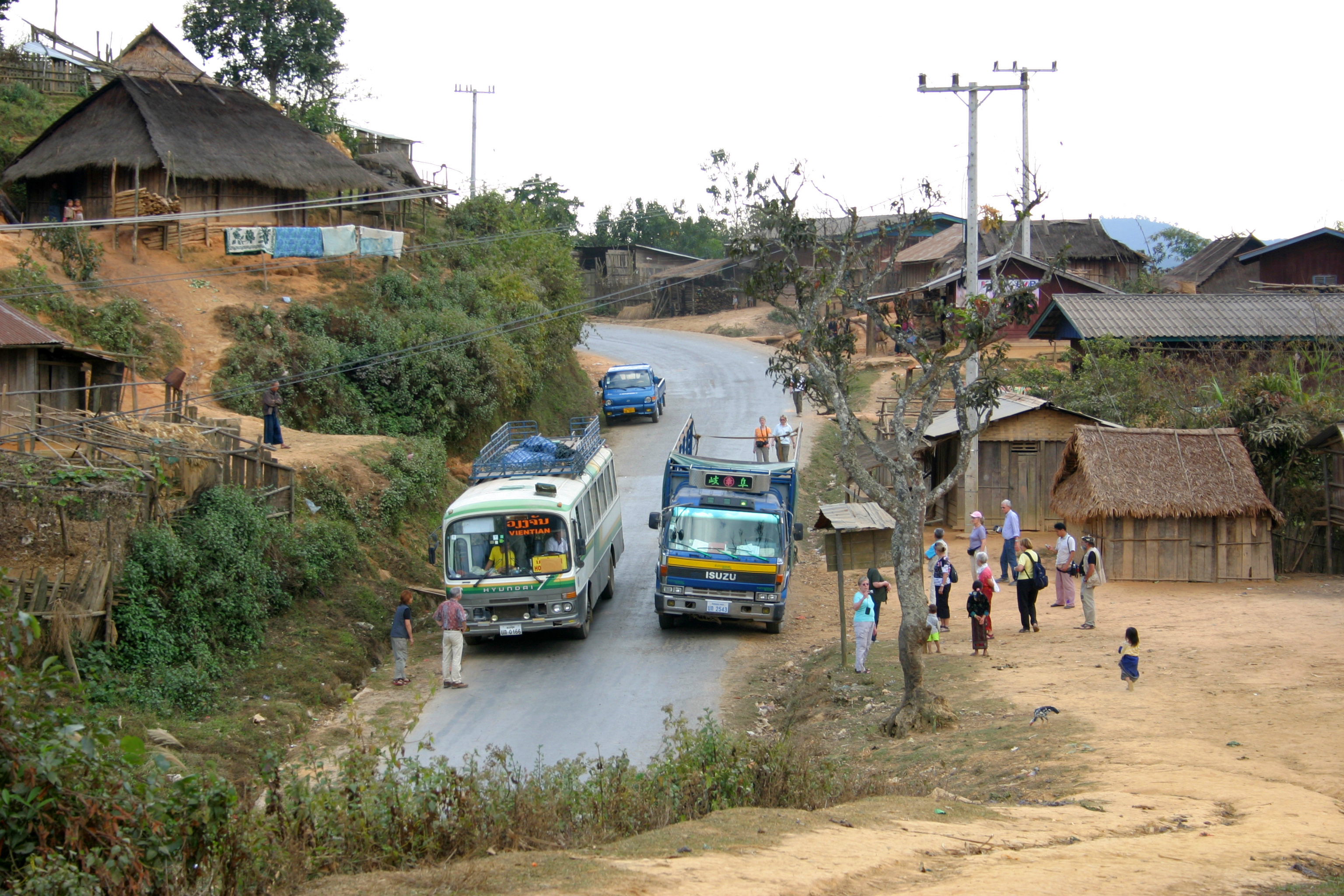
Route 13 in Xong Ya
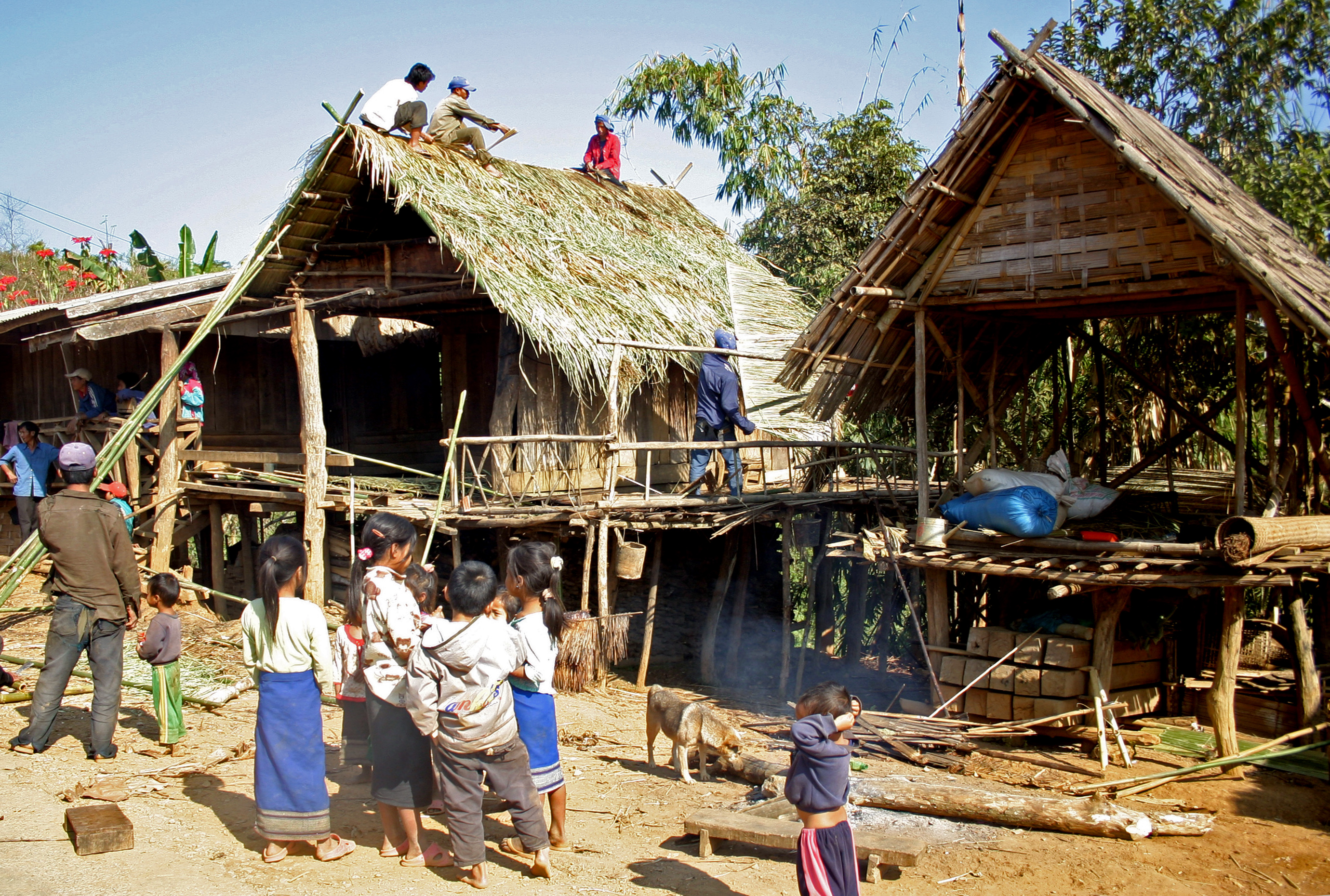
Khmu-Dorf Ban Keuocheb
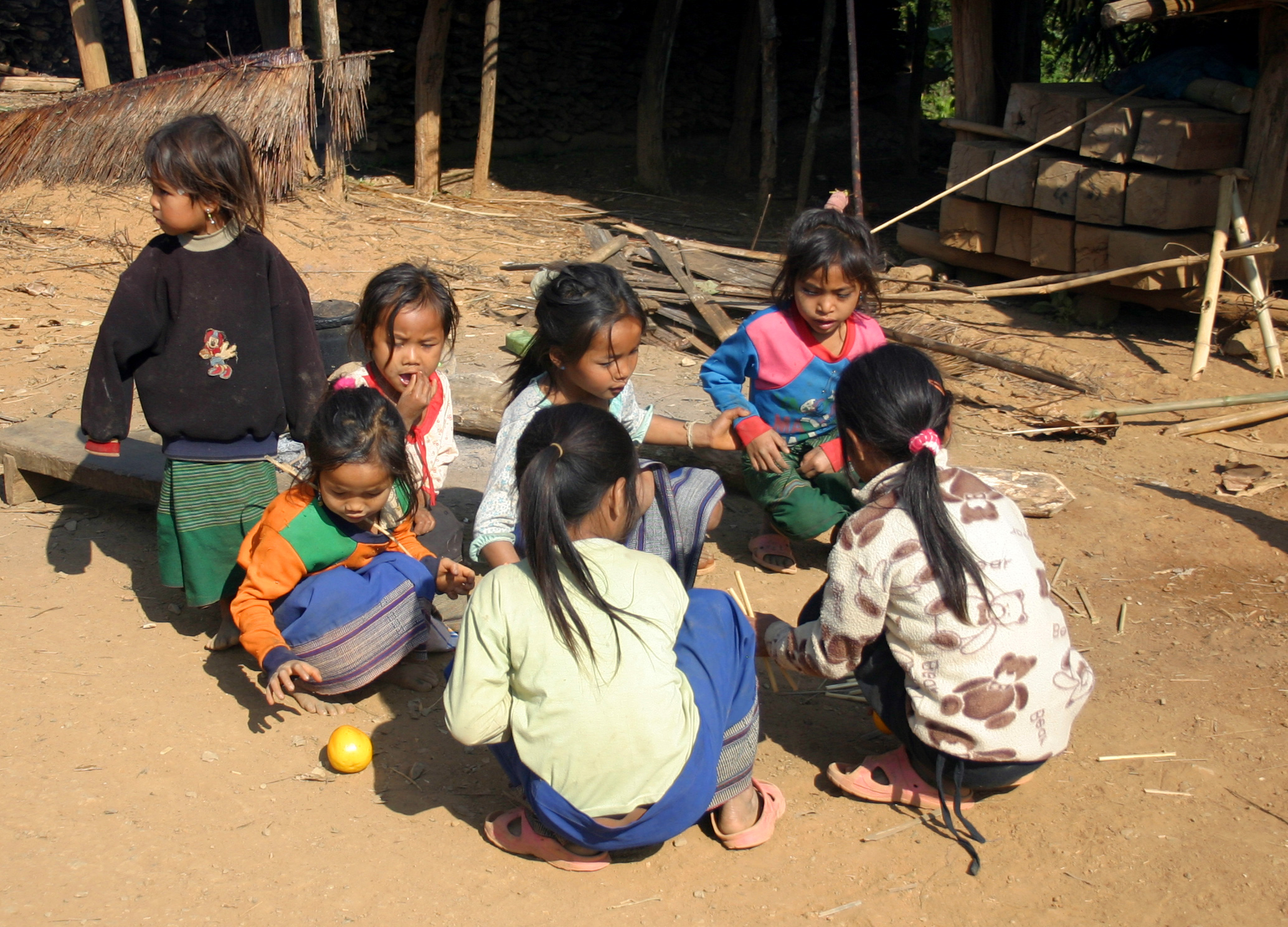
Khmu-Dorf Ban Keuocheb
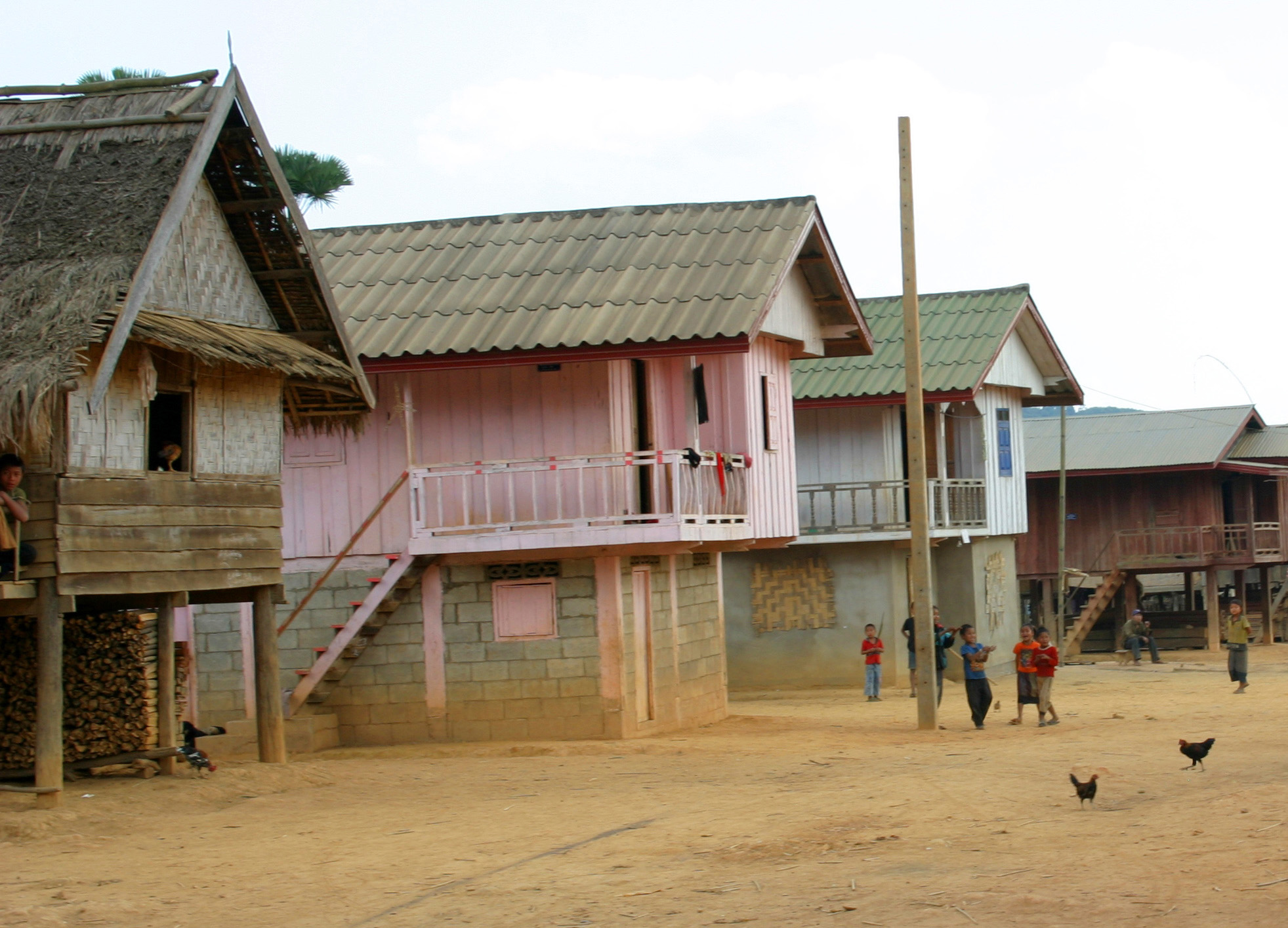
Khmu-Dorf Ban Ka Chait
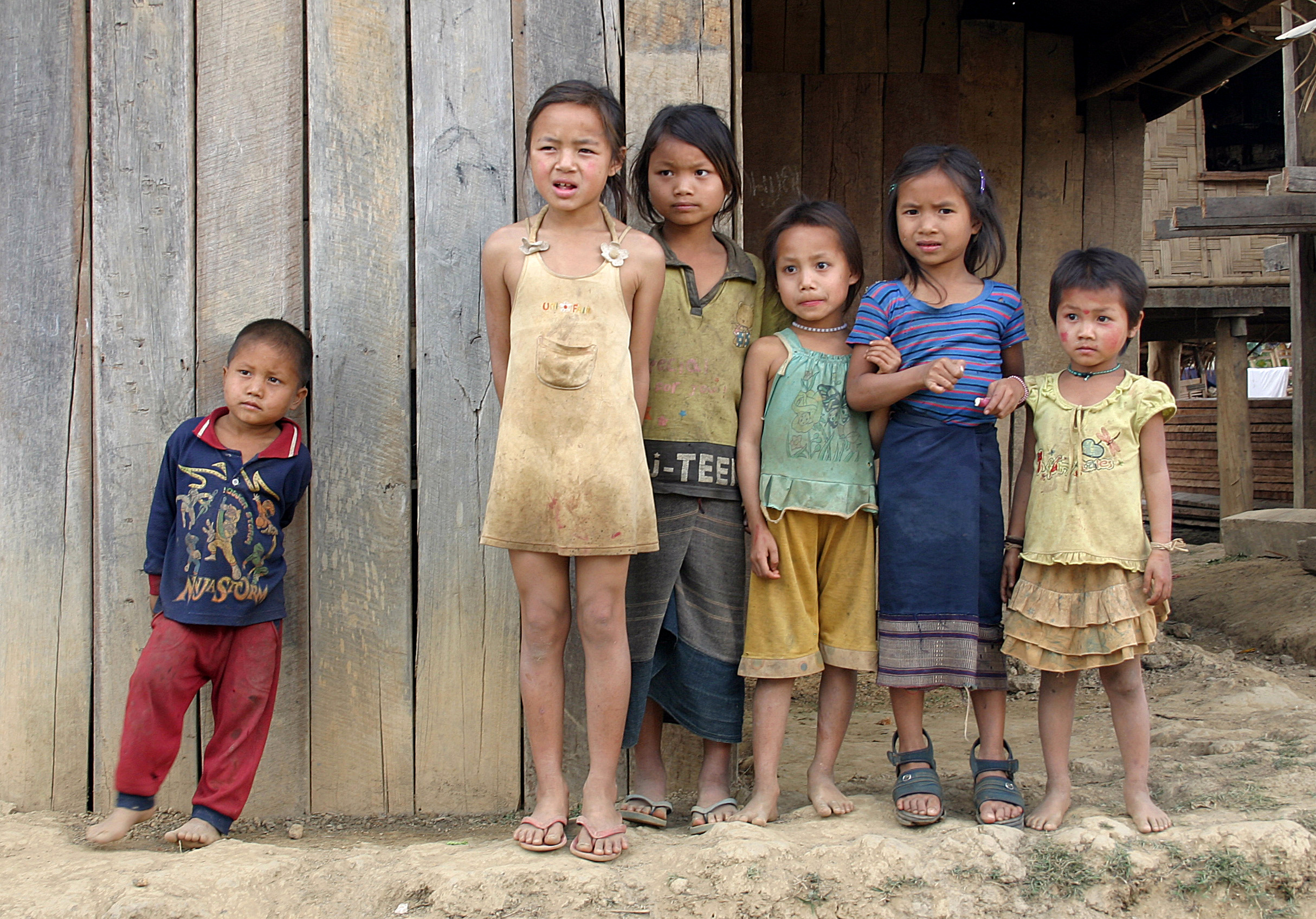
Khmu-Dorf Ban Ka Chait

Außerdem vertreten sind:
- Akha
- Phouthai (inkl. Thai Dam und Thai Khao)
- Phou Noy (Phou Xang, Phou Kongsat, Phou Nhot)
- Lao Houy (auch „Lenten“)
- Phouan
- Ly
- Yang
- Ikho
- Ho

## Klima
In der Provinz Oudomxay herrschen nach der Köppen-Geiger-Klassifikation vorwiegend warme wintertrockene Klimate mit Monsuneinfluss. Bedingt durch höhere Lagen treten größere Jahrestemperaturschwankungen und eine kühlere Trockenperiode als im Rest des Landes auf.
- von April bis September: Regenzeit
- von Oktober bis Januar: Kalte Trockenzeit
- von Februar bis März: Warme Trockenzeit

Die jährliche Regenmenge beträgt etwa 1900 mm–2600 mm. Die Temperaturen betragen von Februar bis März etwa 18–19 °C, von April bis Mai über 31 °C.

## Infrastruktur
Aufgrund der topographischen Gegebenheiten Oudomxays ist der Ausbau der Infrastruktur sehr aufwändig und wird daher nur langsam vorangetrieben. Viele Dörfer haben keinerlei Anschluss an eine Straße, was einen Zugang zu wichtigen Einrichtungen sozialer Infrastruktur wie Schulen oder Krankenhäusern verhindert. Die Bevölkerung dieser Dörfer ist außerdem von einer Eingliederung in die regionalen Märkte, wo sie ihre landwirtschaftlichen Erzeugnisse verkaufen könnten, so gut wie abgeschnitten. Auch administrative Einrichtungen können von den Menschen, die in abgeschiedenen Gebieten leben, oft kaum oder nur sehr schlecht erreicht werden.
Die stark eingeschränkte Erreichbarkeit der Bergdörfer behindert zusätzlich die wirtschaftliche Entwicklung der ländlichen Regionen.
Die Versorgung der Haushalte mit Elektrizität liegt in vielen Gebieten unter 10 %. Lediglich in den wenigen größeren Orten wie Muang Xay ist eine ausreichende Versorgung gewährleistet.

## Land- und Forstwirtschaft
Etwa 40.000 ha Land werden in Oudomxay landwirtschaftlich kultiviert, wobei Reis die Hauptanbauart ausmacht.

### Subsistenzwirtschaft
Die Provinz Oudomxay ist noch stark von Subsistenzwirtschaft geprägt. Vorwiegend wird Brandrodungsackerbau betrieben, meist in Verbindung mit Trockenreisanbau – 45 % der ländlichen Dörfer Oudomxays sind aufgrund der bergigen Topographie der Provinz auf diese Art des Ackerbaus angewiesen. Diese Form der Landwirtschaft ist arbeitsaufwändig und verbraucht viel Landfläche, da es Zeit braucht, bis die ursprüngliche Produktivität des Bodens wiederhergestellt ist.
Nassreisanbau ist nur in flachen Ebenen, also vor allem in den Talgebieten möglich, welche in Oudomxay flächenmäßig in der Minderzahl sind.
Sowohl der Reis an den zahlreichen Berghängen als auch die meisten der prozentual geringeren Anbauflächen in den Tälern werden lediglich durch natürlichen Niederschlag bewässert. Wenige Reisfelder der Täler haben künstliche Bewässerungssysteme.
Andere wichtige Anbauprodukte sind Mais, Sojabohnen, Obst, Gemüse, Cassava (Maniok), Kaffee, Zuckerrohr, Tabak, Baumwolle, Tee und Erdnüsse.
In Zusammenarbeit mit internationalen Organisationen versucht die Regierung, die landwirtschaftlichen Erträge durch Maßnahmen des nachhaltigen Umgangs mit Ressourcen zu steigern.
Neben der Nutzung des Landes als Anbaufläche für verschiedene Kulturen sind etwa 400.000 ha Land bewaldet oder werden als Viehweiden genutzt.
Viehzucht, vor allem von Wasserbüffeln, Schweinen, Rindern und Hühnern, ist eine wichtige Komponente der Existenzgrundlage der ländlichen Bevölkerung.
Schätzungen der IUCN zufolge sind etwa 12 % der Wälder Oudomxays Primärwald, 48 % dagegen Sekundärwald. Die Wälder sind für die Bevölkerung nicht nur Holzlieferanten, sondern tragen mit Früchten, Kräutern und Fleisch auch zum Einkommen der Familien bei.

### Cash Crops
Die Region, die lange Zeit lediglich von Wanderfeldbau und Subsistenzwirtschaft geprägt war, öffnet sich langsam für eine Nutzung des Hochlandes für multifunktionale und kommerzielle Zwecke.
Neben der traditionellen Subsistenzwirtschaft spielen nun auch „Cash Crops“ eine größer werdende Rolle, dabei sind Mais und Zuckerrohr die wichtigsten Anbau- und Exportprodukte: 2004 wurden in Oudomxay etwa 10.000 Tonnen Zuckerrohr und 45.000 Tonnen Mais produziert. Außerdem werden Zwiebeln, Wassermelonen und Tabak exportiert. Dabei variieren die Produktionsmengen der verschiedenen Produkte von Jahr zu Jahr sehr stark, da den Bauern durch die schwankenden Weltmarktpreise auch verschieden starke Anreize gegeben sind, das eine oder das andere Anbauprodukt zu wählen. Dies gilt vor allem für Zuckerrohr und Mais, Anbauprodukte, die hauptsächlich nach China exportiert werden, wo sie beispielsweise zu Industriezucker oder Alkohol weiterverarbeitet werden. Eine Weiterverarbeitung in der Region findet nicht statt, wodurch Möglichkeiten der Wertschöpfung ungenutzt bleiben.
Häufig schließen einzelne Bauern Verträge mit chinesischen Investoren ab: diese stellen oft besseres Saatgut zur Verfügung, bestimmen aber auch das Anbauprodukt und dessen Preis. Durch diese Praxis entsteht eine gewisse – auf dem Weltmarkt übliche – Abhängigkeit.
Auch kommt es vor, dass laotische Felder an Chinesen vermietet werden und von chinesischen Wanderarbeitern bestellt werden.

## Tourismus
In Oudomxay werden seit einigen Jahren Bemühungen unternommen, den aufkeimenden Tourismus zu fördern und als Möglichkeit zur Armutsminimierung der Bevölkerung zu nutzen. Seit 1997 existiert ein Tourismusbüro, welches seit März 2005 durch den Deutschen Entwicklungsdienst (DED) unterstützt wird – mit dem Ziel, das Einkommen insbesondere ländlicher Gemeinden und Kleinunternehmen durch den Tourismus zu stärken und somit zum Schutz der natürlichen Ressourcen beizutragen.
Im August 2007 wurde das Tourismusbüro zur Regierungsabteilung („Provincial Tourism Department“) erhoben.

### Entwicklung
Aufgrund der Lage Oudomxays als wichtigstem Verkehrsknotenpunkt im nördlichen Laos (die einzige Straße von Süden nach Norden führt über Muang Xay) wurde die Provinz in den letzten Jahren von Touristen hauptsächlich auf der Durchreise besucht, beispielsweise von Luang Prabang nach Luang Namtha.
Die durchschnittliche Verweildauer der Touristen in der Provinzhauptstadt war gering. Oudomxay hatte das Image eines touristisch unerschlossenen Durchfahrt-Ortes, was sich im Jahr 2004 besonders auch in der Darstellung des Ortes in populären Reiseführern niederschlug.
Seit einigen Jahren verändert sich dieses Image. Oudomxay wird nunmehr eher als Provinz angesehen, in der man das „ursprüngliche“ Laos individuell erleben kann, besonders in ökotouristischer Hinsicht.
Seit einigen Jahren bietet das Tourismusbüro in Oudomxay geführte Trekkingtouren, einen Kochkurs sowie einen Workshop in traditioneller Papierherstellung an. In Oudomxay gibt es mittlerweile auch zwei Reiseagenturen, von denen eine begleitete Fahrradtouren durch Laos anbietet.
Laut dem „Statistical Report on Tourism in Laos 2008“ der „Lao National Tourism Administration“ hat sich die Anzahl der Touristen in Oudomxay 2001 bis 2008 von etwa 18.600 auf ungefähr 102.000 erhöht. Etwa 17 % aller etwa 1,7 Millionen Laosreisenden kamen im Jahr 2008 demnach auch nach Oudomxay. Dem Bericht zufolge verfügt Oudomxay über acht Hotels und etwa 52 Guesthouses. Die meisten von diesen befinden sich in der Provinzhauptstadt Muang Xay, gefolgt vom Flussverkehrs-Knotenpunkt Pak Beng.

### Potenzial

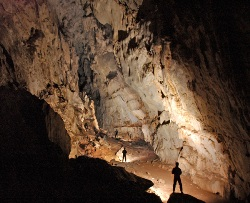
Passage der Chom Ong Höhle mit etwa 35 Meter Deckenhöhe

Insgesamt stehen in der Provinz Oudomxay 1286 Betten zur Verfügung (Stand: 2006). Im Jahr 2008 hat die Belegung dieser verfügbaren Schlafplätze bei etwa 60 % gelegen (Vergleich mit Luang Prabang: 73 %).
Das bislang unausgeschöpfte touristische Potenzial Oudomxays wird besonders am Beispiel der kürzlich wiederentdeckten Höhle „Chom Ong“ deutlich:
Die „Chom Ong Cave“, 45 Kilometer von Muang Xay entfernt, ist die größte bekannte Höhle in Nordlaos. Sie hat eine Länge von mehr als 16 Kilometern, Deckenhöhen von bis zu 50 Metern, einen in der Höhle verlaufenden Fluss und wird von verschiedenen Speläologie-Zeitschriften als „einzigartig“ („exeptionelle“) und als die „bedeutendste Entdeckung und Hauptattraktion“ in Nordlaos bezeichnet.
Die Straßenverhältnisse auf dem Weg zum Dorf Chom Ong Thai, von dem man die Höhle in einem etwa einstündigen Fußmarsch erreichen kann, sind allerdings insbesondere in der Regenzeit sehr schlecht. Aufgrund des schwierigen Zugangs zur Höhle muss deswegen je ein Tag für An- und Abfahrt eingeplant werden.
Bezüglich anderer Angebote wie Trekkingtouren in Dörfer ethnischer Minderheiten (zum Beispiel der Khamu) bestehen diese infrastrukturellen Einschränkungen nicht, weswegen diese etwas mehr in Anspruch genommen werden.

## Flora und Fauna
Die Vegetation Oudomxays ist durch Monsunwälder geprägt. Verschiedene Bambusarten, eine Fülle blühender Pflanzen (zum Beispiel Orchideen), aber auch Teak und Mahagoni sind in der Provinz vorzufinden. Die zuletzt genannten teuer gehandelten Harthölzer sind wichtige Einkommensquellen für die Bevölkerung.

## Bodenschätze
Oudomxay verfügt über Salz-, Bronze, Zink-, Antimon-, Braunkohle-, Kaolin- und Eisenvorkommen.

## Verwaltungseinheiten
Die Provinz besteht aus den folgenden Distrikten:
| Code  | Distrikt     | Lao    | Karte der Distrikte von Oudomxay |
| 04-01 | Xai (Xay)    | ເມືອງໄຊ | Karte der Distrikte von Oudomxay |
| 04-02 | La           | ເມືອງຫຼາ | Karte der Distrikte von Oudomxay |
| 04-03 | Namo (Namor) | ນາໝໍ້    | Karte der Distrikte von Oudomxay |
| 04-04 | Nga          | ເມືອງງາ | Karte der Distrikte von Oudomxay |
| 04-05 | Beng         | ແບ່ງ    | Karte der Distrikte von Oudomxay |
| 04-06 | Houn (Hoon)  | ຮຸນ     | Karte der Distrikte von Oudomxay |
| 04-07 | Pakbeng      | ປາກແບ່ງ | Karte der Distrikte von Oudomxay |